# Tomáš Havránek (ekonom)
Tomáš Havránek (* 11. ledna 1985 Litomyšl) je český ekonom, profesor Univerzity Karlovy a bývalý poradce viceguvernéra a bankovní rady České národní banky.

## Životopis
Pochází z litomyšlské rodiny, která byla tradičně spjata s Církví československou husitskou. Jeho strýcem je podnikatel a tiskař Petr Lorenc. Po absolvování Gymnázia Aloise Jiráska v Litomyšli vystudoval ekonomii na Institutu ekonomických studií Univerzity Karlovy, přičemž rok strávil také studiem na Helsinské univerzitě. Dizertační práci obhájil v roce 2013 a habilitoval se v roce 2015. V roce 2021 byl prezidentem republiky jmenován profesorem. Na Univerzitě Karlově vyučuje makroekonomii, semináře k diplomovým pracím a doktorské výzkumné semináře, přičemž je také vedoucím oborové rady pro ekonomii univerzitní grantové agentury a členem Grantové rady UK. Působí rovněž jako výzkumník v londýnském Centre for Economic Policy Research a stanfordském Meta-Research Innovation Center.  V roce 2020 pracoval jako zástupce ČR za ekonomii a finance v panelu hodnotitelů pokročilých grantů Evropské výzkumné rady (ERC Advanced). Ve stejném roce se jako zástupce ČR podílel na výzvě evropských ekonomů ohledně reakce hospodářské politiky na covid-19. V roce 2022 byl jmenován členem Národní ekonomické rady vlády.
Mezi lety 2009 a 2019 pracoval v České národní bance. V období 2016 až 2018 působil jako poradce viceguvernéra Mojmíra Hampla, v roce 2019 jako poradce budoucího guvernéra Aleše Michla. V roce 2014 krátce pracoval na Kalifornské Univerzitě v Berkeley, kde se podílel na studii odhadující společenské náklady emisí oxidu uhličitého. Dohromady je spoluautorem více než 50 publikací v mezinárodních impaktovaných časopisech, a to zejména v oblastech měnové ekonomie, mezinárodního obchodu a ekonomiky energetiky. Zabývá se mimo jiné rozvojem a aplikací metody meta-analýzy v ekonomii. Podle mezinárodních databází RePEc a Microsoft Academic je v současné době nejcitovanějším a nejlépe publikujícím českým ekonomem těsně před Janem Švejnarem.
Tomáš Havránek je ženatý s ekonomkou Zuzanou Havránkovou (roz. Iršovou) a mají spolu 4 děti – Kristínu (* 2011), Daniela (* 2013), Filipa (* 2015) a Lucii (* 2017).

## Odborná činnost
Je zastáncem zvýšení váhy cen nemovitostí v indexu spotřebitelských cen. Z jeho textů plyne, že ekonomický růst je do velké míry podmíněn postojem společnosti k inovacím, nikoli jen mírou investic či kvalitou institucí. Tvrdí, že kvůli publikační selektivitě nelze věřit většině výsledků publikovaných v ekonomii. Kritizuje výkonnost českých penzijních fondů, je zastáncem investice devizových rezerv do zlata a výnosných aktiv po vzoru Singapuru a je názoru, že bez zainvestování těchto rezerv hrozí Česku státní bankrot. Argumentuje, že při boji proti klimatickým změnám se nedostatečně poměřují náklady a výnosy a že ekonomickým nástrojem pro zmírnění změn klimatu je masivní výsadba stromů. Tvrdí, že inflace je historický přežitek a centrální banky by měly doručit skutečnou cenovou stabilitu, tedy stabilitu indexu spotřebitelských cen. Od poloviny roku 2021 tvrdí, že rostoucí inflaci může zastavit posílení koruny spíše než zvyšování úrokových sazeb.
V roce 2022 založil iniciativu Zrušme inflaci, ve které navrhuje uzákonit povinnost České národní banky snažit se o dlouhodobě nulovou inflaci a navázat platy bankovní rady na plnění takto definované cenové stability.

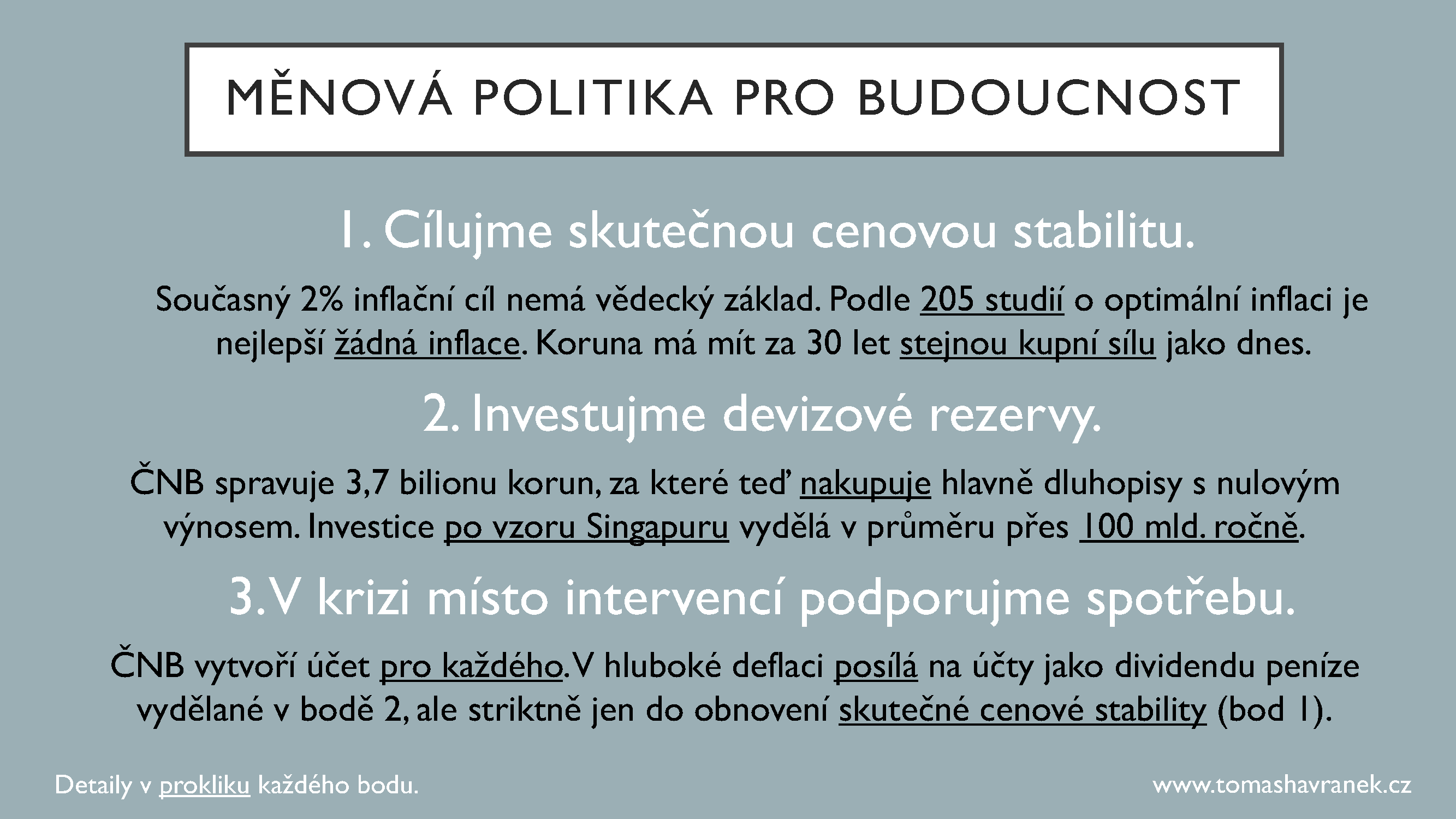
Návrh Tomáše Havránka na reformu měnové politiky

Z jeho textů také vyplývá, že nekonvenční nástroje měnové politiky centrálních bank nejsou nutné pro zajištění skutečné cenové stability. V případě nutnosti ve velmi hluboké krizi navrhuje nový nástroj, „přímou podporu spotřeby“. Podle Havránka by se jednalo o zřízení digitální měny a příslušné elektronické peněženky pro každého občana. V hluboké recesi a deflaci by potom centrální banka mohla výjimečně posílat peníze na účet občanů. Takový nástroj by mohl sloužit jako alternativa k devizovým intervencím nebo takzvanému kvantitativnímu uvolňování, při kterém centrální banky nakupují v pravidelném objemu různá aktiva na finančním trhu. Nicméně přímá podpora spotřeby je běžněji nazývána penězi z vrtulníku a kritici se obávají, že by mohla vést k ohrožení nezávislosti centrálních bank a příliš rychlému zvýšení inflace.